# 拉耶夫斯基群島

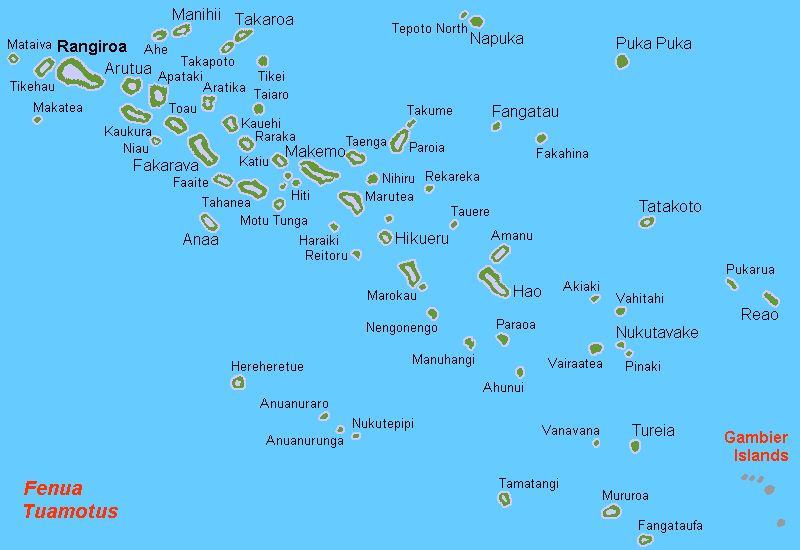

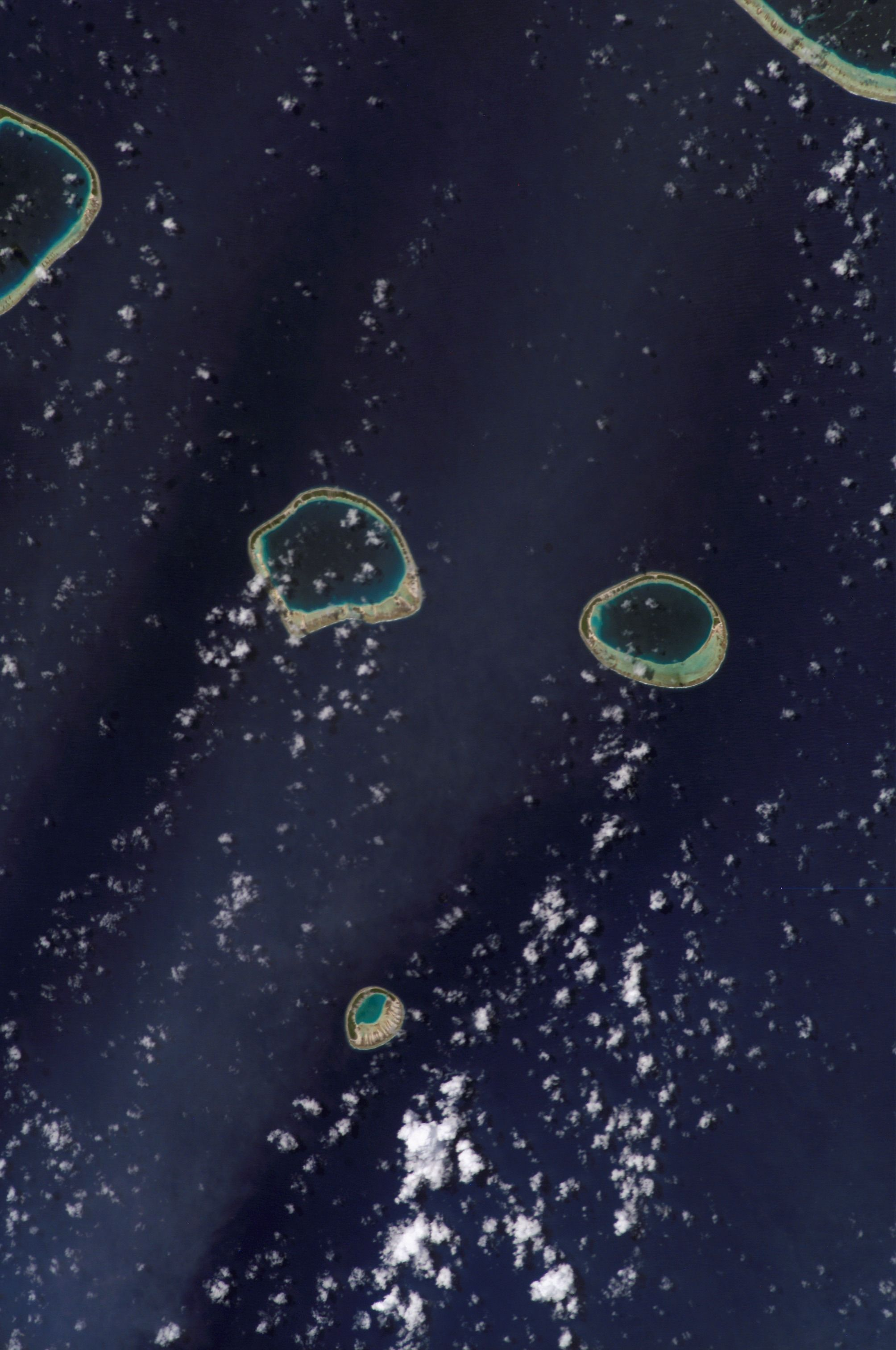
NASA拍摄的拉耶夫斯基群岛

拉耶夫斯基群島（法語：Îles Raevski）是法屬波利尼西亞的群島，位於太平洋海域，由马凯莫市镇管辖，屬於土阿莫土群島的一部分，由圖阿納凱環礁、希蒂環礁和泰波托环礁組成，總土地面積約10平方公里，島上無人居住。該群島在1820年被波罗的海德意志裔俄罗斯帝国海军军官法杰伊·别林斯高晋發現，以俄罗斯将军尼古拉·拉耶夫斯基的名字命名。

## 外部連結
- Raeffsky Islands Map
- Wikivoyage - Tuamotus （页面存档备份，存于）

16°45′00″S 144°13′01″W / 16.750°S 144.217°W